# Я, Мадд
«Я, Мадд» (англ. «I, Mudd») — восьмой эпизод второго сезона американского научно-фантастического телесериала «Звёздный путь» впервые показанный на телеканале NBC 3 ноября 1967 года.

## Сюжет
Звёздная дата 4513.3: Звездолёт «Энтерпрайз» Объединённой федерации планет оказывается под контролем Нормана, недавно назначенного члена экипажа, который оказывается андроидом. Его тело совмещено с кораблём так, чтобы при любой попытке сопротивления уничтожить корабль. Он программирует курс с высоким искривлением на неизвестную планету с неясными намерениями. Выясняется, что планета также населена андроидами.
Прибыв на планету, Кирк обнаруживает, что всеми андроидами командует его старый знакомый Гарри Мадд (впервые появляется в эпизоде «Женщины Мадда»). Оказывается, что контрабандист сбежал из тюрьмы, а здесь оказался только потому, что его корабль упал на данную планету. Андроиды спасли его, и он стал их лидером. Он выпустил линейку совершенно одинаковых женщин, а также одну копию своей жены Стеллы. При этом Мадд хочет оставить Кирка и его команду на планете, не отпустив к кораблю. Андроиды объясняют Кирку, что они были созданы пришельцами из галактики Андромеда. Спок подозревает, что возможно они контролируются одним процессором.
Мадд хочет заполучить «Энтерпрайз» насильно спустив весь экипаж на планету с помощью транпортатора. Однако некоторым членам экипажа (Скотти, Чехову и Ухуре) в заточении не так уж плохо — Скотти восхищён техническими возможностями представленного в его распоряжение оборудования, Чехов окружён красивыми девушками, а Ухуру заинтересовала перспектива получения андроидного тела, а заодно вечной красоты и здоровья. Но в определённый момент андроиды посчитали людей излишне опасными и решили захватить «Энтерпрайз», а в будущем и всю галактику.
Спок подтверждает свою теорию о контроле андроидов: они объединены в серии, с очень большим количеством экземпляров, но Норман уникален. Маккой усыпляет Мадда, и команда пытается попасть на «Энтерпрайз» под предлогом болезни их главы, но Ухура, желающая себе андроидное тело, выдаёт их.
Команда и Мадд, который решает помочь им из-за «бунта» андроидов начинают выводить из строя рядовых андроидов, говоря им несуразные глупости, от которых их программы дают сбой. Норман оказывается запутан огромным количеством запросов о помощи. С помощью долгих абсурдных действий Кирку удаётся вывести его из строя. Андроидов удалось перепрограммировать на их первичную цель — возрождение планеты для жизни. Команда Энтерпрайза создаёт 500 копий Стеллы, которые мучают Мадда своими нравоучениями, а сама транспортируется на звездолёт.

## Ремастеринг
14 октября 2006 года к сорокалетию телесериала все эпизоды были подвергнуты ремастерингу. Был улучшен звук, видео, а также «Энтерпрайз» получил CGI-модель. Эпизод «Я, Мадд» в том числе был подвергнул изменениям:
- Механизмы в теле Нормана, которые он демонстрирует, поднимая рубашку, были визуально улучшены.
- Планета, на которую попал «Энтерпрайз», также была заново нарисована. Помимо визуального улучшения, ей добавили планетарные кольца.